# Ciclopentadienona
La ciclopentadienona es un compuesto orgánico con fórmula molecular C5H4O. La ciclopentadienona original rara vez se encuentra porque se dimeriza rápidamente. Se conocen muchos derivados sustituidos, en particular la tetrafenilciclopentadienona. Estos compuestos se utilizan como ligandos en química organometálica.

## Preparación
La ciclopentadienona se puede generar mediante la fotólisis o pirólisis de varias sustancias (por ejemplo, 1,2-benzoquinona) y luego aislarse en una matriz de argón a 10 K (−263 °C). Se dimeriza fácilmente al descongelar la matriz a 38 K (−235 °C).

## Complejos de ciclopentadienona
Los complejos metálicos de derivados de ciclopentadienona sustituidos son catalizadores de hidrogenación bien conocidos, como el complejo Knölker y el catalizador Shvo:

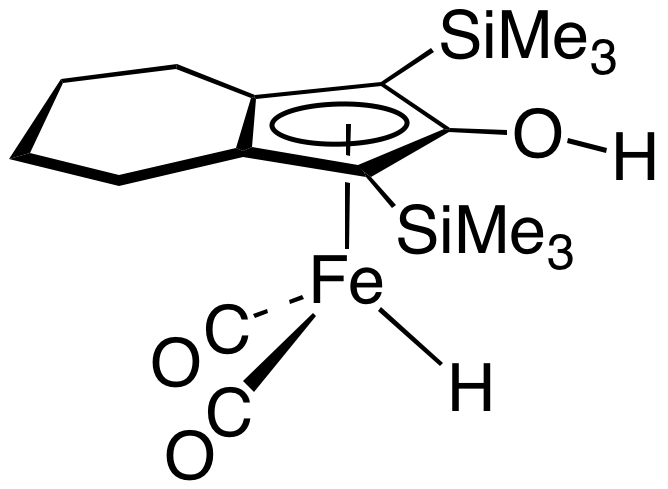
Complejo de Knölker.
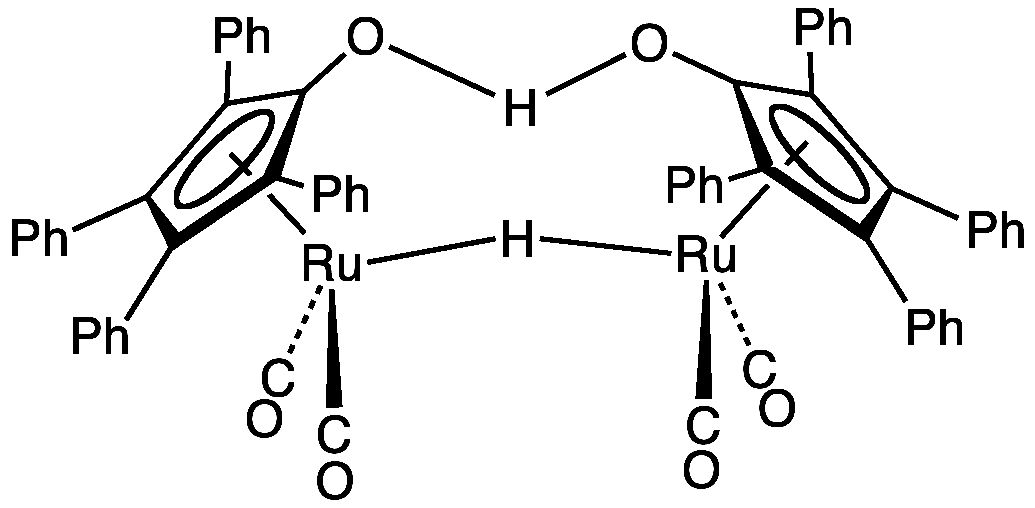
Catalizador de Shvo.